# バス通り裏
バス通り裏（バスどおりうら）は、1958年4月7日-1963年3月30日までの間、NHK総合テレビジョンで生放送された帯ドラマ番組である。当初は白黒放送だったが、1960年10月3日放送分からカラー化された。全1395回。1961年には菊池寛賞を受賞した。

## 概要
「バス通り裏」の細い路地を挟んだ、美容院と高校教師の家族を舞台にしたホームドラマである。番組が開始してからは月曜日から金曜日までの平日の19:15-19:30（日本標準時）に放送されていたが、1960年4月からは土曜日の同時刻にも放送されるようになった。
後に俳優として躍進した十朱幸代、岩下志麻、田中邦衛、米倉斉加年、常田富士男、荒木一郎、佐藤英夫、宗方勝巳らを輩出した。その後1961年から開始して今日まで続き、「若手俳優の登竜門」といわれている連続テレビ小説を始めとした日本の帯ドラマの基礎を固めた作品でもあった。

## 製作の背景
放送開始当時は少年少女の家出が大きな社会問題となっていたために、家庭の温かさ、楽しさをアピールする道徳的教育番組の制作意図があった。また、長期に渡る放送を望んでいたことから、たくさんのエピソードが求められた。これらの事情を踏まえ、2つの家族を中心に多くの登場人物が登場して、ドラマを進行させることに決定した。
脚本を手掛けることになった須藤や筒井を始めとするスタッフが集まって、題名やドラマの舞台となる場所について話し合った末に、題名は須藤提案の「バス通り裏」が採用された。「裏という字は書きにくい」という反対意見もあったが、庶民的でささやかな幸福感が得られ、常識的な単語の配列ではない点が採用された理由である。
そして、様々な人が集う場所がドラマの舞台に適していることから、美容院の家族を設定することになった。当初は理髪店が挙げられたが、理髪店では男性中心になってしまうために、理髪店と同じような場所でありながらも男性中心にはならない場所として美容院が採用された。そして「バス通り裏」の道路を挟んで高校教師の家族を設定したが、いずれも裕福ではない当時の平均的な日本人の家庭であった。「連日の放送なので、とにかく見るのに疲れない日常的生活のエッセイのようなものを考えていた。」須藤は、平均的な暮らしをしていた自身の家庭をそのままモデルにした。
放送初期はNHKのスタジオがラジオ番組などの制作におされ手狭になっていたため、外部の築地スタジオなどに中継車を持ち込み生放送されていた。また、俳優を連日拘束しなくてはならないことから、出演する俳優は出来るだけ無名の俳優を選んで、掛け持ちもさせないようにした。

## 視聴者の反応
製作側の狙いに反して、多くの視聴者は教育番組ではなく、青春ホームドラマとして観ていた。平凡さ、つましい生活、身近な戯言や小言などの日常性が多くの視聴者の共感を得た。そして、番組開始を知らせるテーマソングを耳にすると、何時なのかがわかるまでに視聴者に親しまれた。

## 特別番組「私たちの結婚」
1960年3月22日には、特別番組として「私たちの結婚」が放送された。15分の放送時間を30分に延長し、佐藤扮する五郎の結婚式を放送した。五郎は視聴者の間でも人気があり、製作側も五郎に結婚させることを意図して、徐々に話を進行させた。そして、相手は女優の経歴のない人物を起用しようと一般から募集し、4500人もの応募の中から選ばれた女性がエミという役名で登場した。
この放送では30分すべてを結婚披露宴として構成し、司会は当時人気のあったとんち教室に出演していた青木一雄が務め、披露宴の招待客として、この番組のファンであった福原麟太郎や佐々木茂索が出演した。

## スタッフ
- 作：筒井敬介、須藤出穂
- 演出：辻真先、舘野昌夫、丹羽一雄

## 主題歌
『バス通り裏』　　作詞：筒井敬介　作曲：服部正　歌：中原美紗緒、ダーク・ダックス
- この曲はCD「懐かしのNHKテレビ主題曲集」などに収録されている。